# Voo Aeroflot 3
O voo Aeroflot 3 foi um voo de passageiros do Aeroporto de Vnukovo para o Petropavlovsk-Kamchatsky com escala no Khabarovsk. O dia 3 de setembro de 1962 o Tupolev Tu-104 que operava o voo perda o controlo depois quando fuselagem começasse a vibrar, fazendo com que o avião começasse a rolando e guinando a uma altura de 4 500 metros antes de esnafrarse. O aeronave caiu num pântano a uns 90 quilômetros de Khabarovsk. No seu momento foi o acidente com mais vítimas mortais da história da aviação soviética.